# Request for Comments
In informatica e in telecomunicazioni una Request for Comments o in breve RFC, in italiano "richiesta di commenti", è un documento pubblicato dalla Internet Engineering Task Force che riporta informazioni o specifiche riguardanti nuove ricerche, innovazioni e metodologie dell'ambito informatico o, più nello specifico, di Internet.

## Storia
La prima RFC della storia è stata scritta da Steve Crocker nel 1969, come parte del progetto ARPANET. Crocker era uno dei collaboratori di Leonard Kleinrock alla UCLA, e la scrisse nel bagno di un appartamento che condivideva con altri ricercatori e studenti. Quel documento, chiamato "host software", descriveva le funzionalità del calcolatore ospite (un Honeywell DDP-516) e i protocolli di colloquio fra lo stesso calcolatore ospite e l'Interface Message Processor, oggi più comunemente chiamato router.

## RFC Editor
La fonte ufficiale per le RFC sul Web è l'RFC Editor. Quasi ogni RFC pubblicata, per esempio l'RFC 5000, possiede un proprio URL: http://www.rfc-editor.org/rfc/rfc5000.txt
Tutte le RFC vengono inviate in codice ASCII semplice e vengono pubblicate in tale formato, ma esistono delle eccezioni. Comunque, dal 2008, la versione definitiva di ciascuno standard RFC è in codice ASCII.
Per facilitare l'accesso ai metadati di un particolare RFC (parole chiave, autore/i, data di pubblicazione, errori, status e specialmente gli ultimi aggiornamenti) il sito dell'RFC Editor offre un motore di ricerca.

## Ciclo di vita
I documenti in procinto di diventare standard evolvono secondo i seguenti passi:
- Proposed Standard: specifica sufficientemente stabile, ha ricevuto un sufficiente feedback dagli sviluppatori, ha un certo interesse nella comunità Internet; tuttavia questa specifica non è ancora ritenuta sufficientemente matura; gli implementatori devono trattare questa specifica come una specifica ancora immatura;
- Draft Standard: richiede la presenza di almeno due implementazioni che hanno dimostrato la loro interoperabilità. Indica che l'IESG ritiene lo standard sufficientemente maturo;
- Standard: richiede la presenza di un numero di implementazioni significativo e una notevole esperienza dimostrata dagli utenti su questo standard, gli viene assegnato un numero progressivo nella lista degli standard (STD).

I documenti che non sono ritenuti adatti ad essere Internet Standards vengono etichettati come:
- Experimental: documento relativo a qualcosa ancora in fase di ricerca; viene pubblicata a titolo informativo senza che ci sia la pretesa di farlo diventare standard a breve. Può essere il risultato prodotto da un gruppo di lavoro Internet (sia IETF che IRTF), oppure un contributo individuale;
- Informational: documento di tipo informativo su un determinato argomento; può non disporre di un particolare consenso nella comunità Internet e non rappresenta una raccomandazione di sorta;
- Historic: standard che sono ormai completamente rimpiazzati da nuove specifiche oppure sono caduti in disuso;
- Best Common Practice (BCP): documenti che suggeriscono alcuni modi di comportamento/configurazione che non sono standard ma consigliati. Deve esistere consenso anche in questo caso, ma il processo di approvazione è più veloce.